# Gabriele Bosisio
Pour les articles homonymes, voir Bosisio.
Gabriele Bosisio (né le 6 août 1980 à Lecco, en Lombardie) est un coureur cycliste italien. Il est passé professionnel en 2004.

## Biographie
Gabriele Bosisio a commencé sa carrière en 2004 dans l'équipe Tenax. En 2007, il remporte sa première victoire, le Tour du Latium.
En 2008, il intègre la formation LPR Brakes, issue de la fusion de Tenax et LPR. Il s'impose au Giro d'Oro en avril 2008. Il porte le maillot rose du Tour d'Italie pendant une journée à la suite de sa victoire d'étape.
En septembre 2009, il fait l'objet d'un contrôle antidopage positif à l'EPO et est suspendu jusqu'au 5 octobre 2011. Il doit s'acquitter d'une amende de 17 500 euros.

## Palmarès

### Palmarès amateur
- 2003
  - Annemasse-Bellegarde et retour
  - Trophée Raffaele Marcoli
  - 2e de Milan-Tortone
  - 2e du Trofeo Leto Sergio

### Palmarès professionnel
- 2007
  - Tour du Latium
  - Course en ligne de la course test des Jeux olympiques de Pekin
  - 2e du Grand Prix de la ville de Camaiore
- 2008
  - Giro d'Oro
  - 7e étape du Tour d'Italie
  - 3e étape du Brixia Tour
  - 2e du Grand Prix Nobili Rubinetterie
- 2009
  - 1re étape (contre-la-montre par équipes) de la Semaine cycliste lombarde
  - 2e du Grand Prix de l'industrie et de l'artisanat de Larciano
  - 2e du championnat d'Italie du contre-la-montre

## Résultats sur les grands tours

### Tour d'Italie
3 participations
- 2004 : 137e
- 2008 : 22e, vainqueur de la 7e étape,  maillot rose pendant 1 journée.
- 2009 : 27e

## Classements mondiaux
| Année           | 2005 | 2006 | 2007 | 2008 | 2009 | 2010 | 2011 | 2012 |
| --------------- | ---- | ---- | ---- | ---- | ---- | ---- | ---- | ---- |
| UCI Asia Tour   |      |      | 173e |      |      |      |      |      |
| UCI Europe Tour | 579e | 396e | 29e  | 37e  | 116e |      |      | 370e |